# Richmond, Virginija
Richmond je glavno mesto ameriške zvezne države Virginija. Med ameriško državljansko vojno je bilo mesto sedež konfederacije držav, ki so se leta 1861 odcepile od ZDA. Danes je mesto pomembno finančno središče z okoli 200.000 prebivalci, v širšem metropolitanskem območju pa živi 1,2 milijona ljudi.